# Maghreb Confidentiel
 (décembre 2015).
Si vous disposez d'ouvrages ou d'articles de référence ou si vous connaissez des sites web de qualité traitant du thème abordé ici, merci de compléter l'article en donnant les références utiles à sa vérifiabilité et en les liant à la section « Notes et références ».
Maghreb Confidentiel est une lettre confidentielle consacrée à l'actualité politique et économique du Maghreb. Depuis sa création en 1990 à Paris, elle propose un décryptage des mutations économiques, diplomatiques et politiques en Afrique du Nord.
Maghreb Confidentiel est éditée par le groupe de presse Indigo Publications. Son rédacteur en chef est Lazare Beullac.

## Ligne éditoriale
Maghreb Confidentiel est une publication à vocation internationale qui ne fait pas appel à la publicité et se revendique indépendante de tout gouvernement ou organisation politique. Ses enquêtes sont réalisées en collaboration avec un réseau de correspondants dans la plupart des pays africains, ainsi qu’en Europe et aux États-Unis.

## Contenu éditorial
L'essentiel du contenu repose sur les hommes politiques et leurs actions ainsi que sur les milieux d'affaires.